# 미세 부유사
미세 부유사(wash load)는 부유사와 유사하지만, 미세 부유사 침전물은 하상 유사와 상호 작용하지 않는다. 미세 부유사의 모든 침전물은 수로 전체에 걸쳐 물에 부유 상태로 유지된다(이 개념은 논쟁의 여지가 있다). 미세 부유사는 수로를 통해 퇴적물을 이동시키는 강의 능력을 나타낸다.
한스 알베르트 아인슈타인은 미세 부유사를 "콘크리트 수로의 상류 끝에 퇴적물이 추가되고 수로가 깨끗하게 청소되고 퇴적물이 수로에 어떤 흔적도 남기지 않는 경우"라고 설명했다.
미세 부유사의 침전물은 일반적으로 .0625mm보다 작다. 미세 부유사를 결정하는 것은 하상 유사의 크기와 "미세 침전물 부하" 또는 미세 부유사에 결코 정착하지 않는 입자 크기 사이의 관계이다.